# North Scituate (Massachusetts)
North Scituate es un lugar designado por el censo ubicado en el condado de Plymouth en el estado estadounidense de Massachusetts. En el Censo de 2010 tenía una población de 5.077 habitantes y una densidad poblacional de 515,17 personas por km².

## Geografía
North Scituate se encuentra ubicado en las coordenadas 42°12′46″N 70°45′59″O / 42.21278, -70.76639. Según la Oficina del Censo de los Estados Unidos, North Scituate tiene una superficie total de 9.85 km², de la cual 9.7 km² corresponden a tierra firme y (1.58%) 0.16 km² es agua.

## Demografía
Según el censo de 2010, había 5.077 personas residiendo en North Scituate. La densidad de población era de 515,17 hab./km². De los 5.077 habitantes, North Scituate estaba compuesto por el 96.99% blancos, el 0.49% eran afroamericanos, el 0.06% eran amerindios, el 0.69% eran asiáticos, el 0.02% eran isleños del Pacífico, el 0.61% eran de otras razas y el 1.14% pertenecían a dos o más razas. Del total de la población el 1.16% eran hispanos o latinos de cualquier raza.